# Associazione Sportiva Livorno Calcio 2004-2005
Questa voce raccoglie le informazioni sulle competizioni ufficiali disputate dal Livorno nella stagione sportiva 2004-2005.

## Stagione
Nella stagione 2004-2005 dopo il ritorno nella massima serie, la società cambia allenatore: Walter Mazzarri passa alla Reggina, mentre Franco Colomba siede sulla panchina amaranto. Il debutto in campionato è a San Siro, contro i campioni d'Italia del Milan: finisce 2-2, con doppiette di Seedorf e Lucarelli. Il mercoledì successivo, viene ottenuta una vittoria contro il Lecce in Coppa Italia: il 2-1 non è sufficiente per la qualificazione agli ottavi, causa il 3-1 subìto al ritorno. A fine ottobre, il Livorno consegue la prima vittoria in campionato: al Picchi il Bologna cade 1-0, con rete del capitano. Un suo gol alla Lazio permette alla squadra di salire a 15 punti, con un discreto margine sulla zona critica della classifica. Prima del girone di ritorno, Donadoni sostituisce Colomba: il Livorno ne trae subito beneficio, prendendo 3 punti anche contro i rossoneri. Nelle ultime giornate, la formazione labronica incassa 2 sconfitte in gare piene di gol (7 all'attivo e 12 al passivo): ciò non compromette comunque la salvezza. La posizione finale è un nono posto, coronata dalle reti di Lucarelli: i 24 centri gli valgono il titolo di capocannoniere.

## Rosa
| N. |                       | Ruolo | Calciatore           |
| -- | --------------------- | ----- | -------------------- |
| 1  | Italia (bandiera)     | P     | Marco Amelia         |
| 22 | Italia (bandiera)     | P     | Gianmatteo Mareggini |
| 84 | Italia (bandiera)     | P     | Luca Mazzoni         |
| 6  | Italia (bandiera)     | D     | Fabio Galante        |
| 13 | Cile (bandiera)       | D     | Jorge Vargas         |
| 5  | Italia (bandiera)     | D     | Alessandro Lucarelli |
| 16 | Italia (bandiera)     | D     | Andrea Giallombardo  |
| 79 | Italia (bandiera)     | D     | Matteo Melara        |
| 69 | Italia (bandiera)     | D     | David Balleri        |
| 77 | Italia (bandiera)     | D     | Alessandro Grandoni  |
| 7  | Francia (bandiera)    | D     | Marc Pfertzel        |
| 32 | Rep. Ceca (bandiera)  | C     | Mario Lička          |
| 20 | Italia (bandiera)     | C     | Luca Vigiani         |
| 4  | Portogallo (bandiera) | C     | José Luís Vidigal    |

| N. |                     | Ruolo | Calciatore             |
| -- | ------------------- | ----- | ---------------------- |
| 14 | Italia (bandiera)   | C     | Claudio Grauso         |
| 28 | Italia (bandiera)   | C     | Dario Passoni          |
| 67 | Italia (bandiera)   | C     | Gennaro Ruotolo        |
| 21 | Cile (bandiera)     | C     | Nicolás Córdova        |
| 3  | Italia (bandiera)   | C     | Alessandro Gambadori   |
| 17 | Ghana (bandiera)    | C     | Emmanuel Osei          |
| 15 | Italia (bandiera)   | C     | Alessandro Doga        |
| ?  | Italia (bandiera)   | C     | Alessandro Evangelisti |
| 99 | Italia (bandiera)   | A     | Cristiano Lucarelli    |
| 23 | Italia (bandiera)   | A     | Corrado Colombo        |
| 10 | Italia (bandiera)   | A     | Igor Protti            |
| 9  | Lituania (bandiera) | A     | Tomas Danilevičius     |
| 21 | Brasile (bandiera)  | A     | Paulinho               |
| ?  | Romania (bandiera)  | A     | Adrian Mutu            |

## Risultati

### Serie A

#### Girone di andata
| Arbitro: | Pieri (Lucca) |

|                 |           |                             |
| Seedorf 3’, 47’ | Marcatori | 9’ (rig.), 67’ C. Lucarelli |

| Arbitro: | Dattilo (Locri) |

|            |           |                         |
| Protti 15’ | Marcatori | 49’ Cossato 56’ Semioli |

| Arbitro: | Mazzoleni (Bergamo) |

|                             |           |                  |
| Bonazzoli 9’ G. Colucci 61’ | Marcatori | 32’ A. Lucarelli |

| Arbitro: | Ayroldi (Molfetta) |

|             |           |              |
| Vigiani 73’ | Marcatori | 71’ Gautieri |

| Arbitro: | Rosetti (Torino) |

|                       |           |  |
| Rossini 78’ Diana 86’ | Marcatori |  |

| Arbitro: | Morganti (Ascoli Piceno) |

|  |           |                        |
|  | Marcatori | 30’ Totti 68’ Montella |

| Arbitro: | Nucini (Bergamo) |

|                  |           |  |
| C. Lucarelli 71’ | Marcatori |  |

| Arbitro: | Morganti (Ascoli Piceno) |

|              |           |                              |
| Mutarelli 5’ | Marcatori | 37’ Vidigal 60’ C. Lucarelli |

| Arbitro: | Ayroldi (Molfetta) |

|                           |           |                   |
| A. Lucarelli 45’ Doga 72’ | Marcatori | 24’ A. Caracciolo |

| Cagliari 7 novembre 2004, ore 15:00 CET 10ª giornata | Cagliari           | 0 – 0 referto | Livorno | Stadio Sant'Elia\| Arbitro: \| Rodomonti (Teramo) \| |
| Arbitro:                                             | Rodomonti (Teramo) |               |         |                                                      |

| Arbitro: | Nucini (Bergamo) |

|                  |           |  |
| C. Lucarelli 42’ | Marcatori |  |

| Arbitro: | Trefoloni (Siena) |

|            |           |                  |
| Riganò 71’ | Marcatori | 77’ C. Lucarelli |

| Arbitro: | Farina (Novi Ligure) |

|                  |           |                             |
| C. Lucarelli 65’ | Marcatori | 13’ Iaquinta 54’ Di Michele |

| Arbitro: | Morganti (Ascoli Piceno) |

|                                                |           |                              |
| Rullo 38’ Dalla Bona 56’ (rig.) Giacomazzi 60’ | Marcatori | 30’ Vigiani 39’ Danilevicius |

| Arbitro: | Saccani (Mantova) |

|                       |           |  |
| C. Lucarelli 39’, 89’ | Marcatori |  |

| Arbitro: | Paparesta (Bari) |

|                |           |                  |
| Vergassola 43’ | Marcatori | 56’ A. Lucarelli |

| Arbitro: | Rosetti (Torino) |

|  |           |                                   |
|  | Marcatori | 42’ Materazzi 74’ (rig.) C. Vieri |

| Arbitro: | Farina (Novi Ligure) |

|                                                   |           |                        |
| Del Piero 17’ Camoranesi 25’, 90’ Ibrahimović 75’ | Marcatori | 42’ Vidigal 80’ Melara |

| Arbitro: | Paparesta (Bari) |

|                                       |           |            |
| Vigiani 53’ C. Colombo 57’ Protti 75’ | Marcatori | 77’ Giampà |

#### Girone di ritorno
| Arbitro: | Farina (Novi Ligure) |

|                |           |  |
| C. Colombo 28’ | Marcatori |  |

| Arbitro: | Tombolini (Ancona) |

|                |           |  |
| Tiribocchi 31’ | Marcatori |  |

| Arbitro: | Brighi (Cesena) |

|             |           |             |
| Vidigal 85’ | Marcatori | 15’ Paredes |

| Arbitro: | Rizzoli (Bologna) |

|          |           |  |
| Sala 23’ | Marcatori |  |

| Arbitro: | Tagliavento (Terni) |

|                  |           |  |
| C. Lucarelli 82’ | Marcatori |  |

| Arbitro: | Gabriele (Frosinone) |

|                                    |           |  |
| Montella 8’ Perrotta 70’ Totti 85’ | Marcatori |  |

| Bologna 27 febbraio 2005, ore 15:00 CET 26ª giornata | Bologna          | 0 – 0 referto | Livorno | Stadio Renato Dall'Ara\| Arbitro: \| Rodomonti (Roma) \| |
| Arbitro:                                             | Rodomonti (Roma) |               |         |                                                          |

| Arbitro: | Tombolini (Ancona) |

|                              |           |               |
| A. Lucarelli 60’ Passoni 73’ | Marcatori | 26’, 64’ Toni |

| Arbitro: | Ayroldi (Molfetta) |

|                               |           |                                             |
| A. Caracciolo 16’, 89’ (rig.) | Marcatori | 51’ Doga 71’ (rig.) Protti 85’ Danilevicius |

| Arbitro: | Rosetti (Torino) |

|                                  |           |                                     |
| C. Lucarelli 37’, 63’ Protti 39’ | Marcatori | 42’, 45’ (rig.) Suazo 90+2’ Abeijon |

| Arbitro: | Messina (Bergamo) |

|                                       |           |                   |
| Muzzi 16’ César 45’ (rig.) Rocchi 55’ | Marcatori | 61’ (rig.) Protti |

| Arbitro: | Bertini (Arezzo) |

|                              |           |  |
| C. Lucarelli 12’, 42’ (rig.) | Marcatori |  |

| Arbitro: | Palanca (Roma1) |

|          |           |                  |
| Mauri 8’ | Marcatori | 86’ C. Lucarelli |

| Arbitro: | Tombolini (Ancona) |

|                    |           |  |
| C. Lucarelli 90+3’ | Marcatori |  |

| Arbitro: | Rodomonti (Roma1) |

|                                                      |           |                                        |
| Gilardino 3’, 37’, 70’, 85’ Pisanu 27’ Simplicio 47’ | Marcatori | 22’, 25’, 61’ (rig.), 74’ C. Lucarelli |

| Arbitro: | De Santis (Roma1) |

|                                             |           |                                                               |
| C. Lucarelli 36’ (rig.), 55’ C. Colombo 72’ | Marcatori | 16’ Argilli 39’ Chiesa 53’, 60’ Vergassola 62’, 81’ Maccarone |

| Arbitro: | Brighi (Cesena) |

|              |           |  |
| C. Vieri 10’ | Marcatori |  |

| Arbitro: | Messina (Bergamo) |

|                             |           |                          |
| Protti 47’ C. Lucarelli 56’ | Marcatori | 10’ Nedvěd 66’ Trezeguet |

| Arbitro: | Romeo (Verona) |

|              |           |                  |
| Zampagna 71’ | Marcatori | 84’ C. Lucarelli |

### Coppa Italia

#### Fase a Gironi
| Arbitro: | De Marco (Chiavari) |

|              |           |             |
| Bernacci 29’ | Marcatori | 63’ Vidigal |

| Livorno 22 agosto 2004, ore 20:30 CEST 2ª giornata                  | Livorno   | 2 – 1      | Ascoli | Stadio Armando Picchi |
| \| \| \| \| \| Vidigal 70’ Protti 78’ \| Marcatori \| 72’ Bucchi \| |           |            |        |                       |
|                                                                     |           |            |        |                       |
| Vidigal 70’ Protti 78’                                              | Marcatori | 72’ Bucchi |        |                       |

| Arezzo 29 agosto 2004, ore 20:30 CEST 3ª giornata                                                       | Arezzo    | 2 – 3                                   | Livorno | Stadio Città di Arezzo |
| \| \| \| \| \| Spinesi 1’ (rig.) De Zerbi 7’ \| Marcatori \| 2’ (rig.) C. Lucarelli 50’, 75’ Vidigal \| |           |                                         |         |                        |
| |           |                                         |         |                        |
| Spinesi 1’ (rig.) De Zerbi 7’                                                                           | Marcatori | 2’ (rig.) C. Lucarelli 50’, 75’ Vidigal |         |                        |

#### Fase finale
| Arbitro: | Preschern (Mestre) |

|                            |           |                         |
| C. Colombo 20’ Vigiani 87’ | Marcatori | 30’ (aut.) Danilevicius |

| Arbitro: | Brighi (Cesena) |

|                                     |           |                  |
| Ledesma 26’ Bojinov 29’ Vučinić 49’ | Marcatori | 51’ Danilevicius |

## Statistiche
Statistiche aggiornate al 11 novembre 2017.

### Statistiche di squadra
| G            | V  | N  | P  | G | V | N  | P | G | V  | N  | P  | Gf | Gs | D.R. |    |     |
| Serie A      | 45 | 19 | 9  | 5 | 5 | 19 | 2 | 3 | 10 | 38 | 11 | 12 | 15 | 49   | 60 | -11 |
| Coppa Italia | 7  | 2  | 2  | 0 | 0 | 3  | 1 | 1 | 1  | 5  | 3  | 1  | 1  | 9    | 8  | +1  |
| Totale       | 48 | 21 | 11 | 7 | 5 | 22 | 3 | 6 | 11 | 43 | 14 | 13 | 16 | 58   | 68 | -10 |

### Andamento in campionato
| Giornata  | 1  | 2  | 3  | 4  | 5  | 6  | 7  | 8  | 9  | 10 | 11 | 12 | 13 | 14 | 15 | 16 | 17 | 18 | 19 | 20 | 21 | 22 | 23 | 24 | 25 | 26 | 27 | 28 | 29 | 30 | 31 | 32 | 33 | 34 | 35 | 36 | 37 | 38 |
| --------- | -- | -- | -- | -- | -- | -- | -- | -- | -- | -- | -- | -- | -- | -- | -- | -- | -- | -- | -- | -- | -- | -- | -- | -- | -- | -- | -- | -- | -- | -- | -- | -- | -- | -- | -- | -- | -- | -- |
| Luogo     | T  | C  | T  | C  | T  | C  | C  | T  | C  | T  | C  | T  | C  | T  | C  | T  | C  | T  | C  | C  | T  | C  | T  | C  | T  | T  | C  | T  | C  | T  | C  | T  | C  | T  | C  | T  | C  | T  |
| Risultato | N  | P  | P  | N  | P  | P  | V  | V  | V  | N  | V  | N  | P  | P  | V  | N  | P  | P  | V  | V  | P  | N  | P  | V  | P  | N  | N  | V  | N  | P  | V  | N  | V  | P  | P  | P  | N  | N  |
| Posizione | 10 | 15 | 16 | 18 | 20 | 20 | 18 | 16 | 13 | 13 | 8  | 9  | 15 | 15 | 11 | 12 | 14 | 15 | 13 | 10 | 13 | 12 | 13 | 12 | 13 | 13 | 13 | 12 | 11 | 12 | 9  | 8  | 7  | 8  | 9  | 9  | 10 | 9  |

Legenda:

Luogo: C = Casa; T = Trasferta. Risultato: V = Vittoria; N = Pareggio; P = Sconfitta.